# Verhoiarivka, Pîreatîn
Verhoiarivka (în ucraineană Верхоярівка) este un sat în orașul raional Pîreatîn din regiunea Poltava, Ucraina.

## Demografie
Componența lingvistică a localității Verhoiarivka
     Ucraineană (95,02%)
     Rusă (4,98%)
Conform recensământului din 2001, majoritatea populației localității Verhoiarivka era vorbitoare de ucraineană (95,02%), existând în minoritate și vorbitori de rusă (4,98%).